# جوش فيلدز
جوش فيلدز (بالإنجليزية: Josh Fields)‏ هو لاعب كرة قدم أمريكية أمريكي، ولد في 14 ديسمبر 1982 في أدا في الولايات المتحدة.

## وصلات خارجية
- جوش فيلدز على موقع دوري كرة القاعدة الرئيسي (الإنجليزية)
- جوش فيلدز على موقع الدوري الياباني لكرة القاعدة (الإنجليزية)
- جوش فيلدز على موقعبيزبول رفرنس.كوم (الدوري الرئيسي) (الإنجليزية)
- جوش فيلدز على موقعبيزبول رفرنس.كوم (الدوري الثانوي) (الإنجليزية)
- جوش فيلدز على موقع إي إس بي إن.كوم (أم.أل.بي) (الإنجليزية)
- جوش فيلدز على موقع مشجعي الرسوم البيانية (الإنجليزية)